# Pregled biohemije
Sledeći sadržaj daje se kao pregled i tematski vodič za biohemiju.
Biohemija je studija hemijskih procesa u živim organizmima, uključujući živu materiju. Biohemija pokriva sve žive organizme i procese koji se odvijaju u njima.

## Primene biohemije
- Testiranje
  - Ames test – bakterija salmonela se izlaže datoj hemikaliji (na primer prehrambenom atitivu), i promene u načinu na koji bakterija raste se mere. Ovaj test je koristan za skrining hemikalija s ciljem uočavanja potencijalnih mutacija strukture DNK, i radi njihove dalje identifikacije kao potencijalnih uzročnika kancera kod ljudi.
  - Test na trudnoću – u kome se koristi uzorak urina i drugi krvni uzorci. Oba vida testa detektuju prisustvo hormona humanog horionskog gonadotropina (hCG). Ovaj hormon proizvodi materica nakon implantacije embriona u matične zidove, i dolazi do njegove akumulacije.
  - Skrining raka dojke – identifikacija rizika od pojave raka putem testiranja pojave mutacija u dva gena: BRCA1 i BRCA2.
  - Prenatalno genetsko testiranje – testiranje fetusa za potencijalne genetičke poremećaje, radi detektovanja hromozomskih abnormalnosti, kao što je Daunov sindrom, ili porođajnih defekata, kao što je spina bifida.
  - PKU test – Fenilketonurija (PKU) je metabolički poremećaj pri kome osobi nedostaje enzim fenilalanin hidroksilaza. Odsustvo ovog enzima omogućava nakupljanje fenilalanina, što može dovesti do mentalne retardacije.
- Genetički inženjering – uzimanje gena iz jednog organizma i njegovo unošenje u drugi. Biohemičari su na primer umetnuli gen ljudskog insulina u bakterije.
- Kloniranje – Ovca Doli je bila prvi sisar koji je ikad kloniran iz odrasle životinjske ćelije. Klonirana ovca je genetički identična sa originalnom odraslom ovcom. Ovaj klon je kreiran polazeći od ćelija vimena šestogodišnje ovce i njihovim uzgojem u laboratorijskim uslovima.
- Genska terapija – modifikovani ili zdravi gen se umeće u organizam radi zamene gena koji uzrokuje bolest. Obično se koristi virus koji je bio modifikovan tako da može da nosi ljudski DNK za isporuku zdravog gena u ciljne ćelije pacijenta. Ovaj proces je prvi put uspešno korišten 1990. godine an četvorogodišnjem pacijentu kome je nedostajao imunski sistem usled retke genetičke bolesti zvane teška kombinovana imunodeficijencija (SCID).

## Grane biohemije

### Glavne grane
- Životinjska biohemija
- Biljna biohemija
- Molekularna biologija
- Citologija
- Metabolizam
- Imunologija
- Genetika
- Enzimologija

### Ostale grane
- Biotehnologija,
- Bioluminiscencija,
- Enzimatska hemija,
- Genetički inženjering,
- Lekovi,
- Endokrinologija,
- Neurohemija
- Hematologija,
- Ishrana,
- Fotosinteza,
- Hemija životne sredine,
- Toksikologija

## Spoljašnje veze
- Biochemistry, 5th ed. Full text of Berg, Tymoczko, and Stryer, courtesy of NCBI.
- Biochemistry, 2nd ed. Full text of Garrett and Grisham.